# Giampaolo Calanchini
Giampaolo Calanchini (n. 4 februarie 1937, Argenta, Emilia-Romagna, Italia – d. 19 martie 2007, Bologna, Italia) a fost un scrimer ce a reprezentat Italia, medaliat olimpic. A participat la 2 ediții ale Jocurilor Olimpice (1960, 1964) în care a câștigat o medalie de argint și o medalie de bronz.